# Jeanne d'Arc Gakuba
 (avril 2024).
Jeanne d'Arc Gakuba est une femme politique rwandaise du Front patriotique rwandais qui a été vice-présidente aux finances et à l'administration pendant la deuxième législature du Sénat du Rwanda. 

## Biographie
Gakuba est une titulaire d'un licence en géographie et a travaillé comme une enseignante au lycée. Elle a décidé de se présenter aux élections après avoir suivi un conseiller municipal de Tucson, en Arizona, tout en participant à un programme pour jeunes leaders géré par le Département d'État américain. 
Elle a été élue comme une maire adjointe de Kigali, en 2001 et a occupé ce poste pendant 10 ans. Elle s'est présentée avec succès au siège du Sénat de Kigali en 2011, remportant 80,78 % des voix. Elle a quitté ses fonctions en 2019 .